# Nowy Sącz
Nowy Sącz (prononcé [ˈnɔvɨ ˈsɔnt͡ʂ]) est une ville (avec rang de powiat) du Sud de la Pologne, proche de Cracovie avec environ 83 000 habitants.
La ville est le chef-lieu du Powiat de Nowy Sącz.

## Géographie

### Climat
| Mois                                             | jan.       | fév.       | mars       | avril      | mai       | juin      | jui.      | août      | sep.      | oct.      | nov.       | déc.       | année      |
| ------------------------------------------------ | ---------- | ---------- | ---------- | ---------- | --------- | --------- | --------- | --------- | --------- | --------- | ---------- | ---------- | ---------- |
| Température minimale moyenne (°C)                | −4,9       | −3,7       | −0,6       | 3,5        | 8,1       | 11,8      | 13,4      | 13        | 9         | 5         | 1,1        | −3,3       | 4,3        |
| Température moyenne (°C)                         | −1,5       | 0          | 3,7        | 9,2        | 13,8      | 17,3      | 19        | 18,6      | 13,9      | 9,2       | 4,5        | −0,2       | 9          |
| Température maximale moyenne (°C)                | 2,3        | 4,3        | 9          | 15,4       | 20,2      | 23,5      | 25,4      | 25,4      | 19,9      | 14,7      | 8,7        | 3,3        | 14,3       |
| Record de froid (°C) date du record              | −29,2 1987 | −33,5 1963 | −29,4 1963 | −10,5 1990 | −3,1 2007 | −0,5 1977 | 3 1971    | 2,9 1973  | −3,7 1977 | −8,3 2003 | −18,5 1988 | −30,3 1961 | −33,5 1963 |
| Record de chaleur (°C) date du record            | 15,8 1994  | 20,3 1990  | 25,6 1974  | 30 2012    | 32,7 2005 | 34,4 2019 | 36,7 1957 | 36,8 2013 | 36 2015   | 28,2 2000 | 22,4 1963  | 19,4 1989  | 36,8 2013  |
| Ensoleillement (h)                               | 64,3       | 75,5       | 120,2      | 169        | 207,4     | 207,5     | 223,2     | 223,8     | 151,2     | 117,7     | 72,7       | 58,3       | 1 690,8    |
| Précipitations (mm)                              | 31,5       | 31,3       | 36,9       | 50         | 95,3      | 105       | 110,7     | 83,5      | 66        | 51,6      | 35,7       | 30,1       | 727,6      |
| dont neige (cm)                                  | 236,5      | 248,5      | 77,3       | 7,5        | 0         | 0         | 0         | 0         | 0         | 1,2       | 46,7       | 121,8      | 759,8      |
| Nombre de jours avec précipitations              | 8,2        | 7,9        | 8,6        | 8,8        | 11,1      | 11        | 11,7      | 9,1       | 8,9       | 8,3       | 7,5        | 7,3        | 108,4      |
| dont nombre de jours avec précipitations ≥ 10 mm | 0,5        | 0,4        | 0,6        | 1,3        | 3,3       | 3,4       | 3,5       | 2,9       | 1,9       | 1,7       | 0,6        | 0,3        | 20,5       |
| Humidité relative (%)                            | 81,7       | 78,8       | 73,7       | 70,3       | 73,6      | 74,6      | 75,1      | 76,3      | 80,1      | 81,2      | 82,3       | 82,9       | 77,6       |
| Nombre de jours avec neige                       | 19,6       | 17,8       | 7,9        | 1,3        | 0         | 0         | 0         | 0         | 0         | 0,3       | 5,3        | 14,1       | 67,9       |

| Diagramme climatique                                  |             |           |           |             |             |               |            |         |           |            |             |
| J                                                     | F           | M         | A         | M           | J           | J             | A          | S       | O         | N          | D           |
| 2,3−4,931,5                                           | 4,3−3,731,3 | 9−0,636,9 | 15,43,550 | 20,28,195,3 | 23,511,8105 | 25,413,4110,7 | 25,41383,5 | 19,9966 | 14,7551,6 | 8,71,135,7 | 3,3−3,330,1 |
| Moyennes : • Temp. maxi et mini °C • Précipitation mm |             |           |           |             |             |               |            |         |           |            |             |

## Histoire
Nowy Sącz a été fondée le 8 novembre 1292 par le roi de Bohême Venceslas II sur le site d'un village du nom de Kamienica.
Depuis le premier partage de la Pologne en 1772 jusqu'en 1918, la ville (nommée Neu Sandec avant 1867, puis bilingue Neu Sandec - Nowy Sacz) fait partie de la monarchie autrichienne (empire d'Autriche), puis Autriche-Hongrie (Cisleithanie après le compromis de 1867), chef-lieu du district de même nom, l'un des 78 Bezirkshauptmannschaften (powiats) en province (Kronland) de Galicie.
Environ un tiers de la population de la ville était juive avant la Seconde Guerre mondiale. Un ghetto fut installé à proximité du château pour y enfermer 20 000 juifs. Ils sont déportés en trois jours et assassinés au camp d'extermination de Bełżec, en août 1942. De l'autre côté de la rivière, dans le cimetière juif, 300 à 500 personnes seront assassinées, notamment pour avoir protégé des juifs.
L'Armée rouge entre dans la ville le 20 janvier 1945, à la fin de la guerre, 60 % de la ville est détruite.

## Jumelages
La ville de Nowy Sącz est jumelée avec :
- Elbląg (Pologne) depuis le 8 avril 1997
- Tarnów (Pologne) depuis le 6 avril 1991
- Prešov (Slovaquie) depuis le 11 septembre 1992
- Stará Ľubovňa (Slovaquie) depuis le 25 avril 1995
- Kiskunhalas (Hongrie) depuis le 18 septembre 1993
- Trakai (Lituanie) depuis le 2 juillet 1998
- Schwerte (Allemagne) depuis le 14 aout 1990
- Stry (Ukraine) depuis le 15 décembre 1995
- Narvik (Norvège) depuis le 16 juin 2003
- Netanya (Israël) depuis le 30 octobre 1994
- Comté de Columbia (États-Unis) depuis le 24 octobre 1991
- Gabrovo (Bulgarie) depuis le 21 mai 2006
- Suzhou (Chine) depuis le 13 juin 2005
- Jiaonan (Chine)
- District métropolitain de Wirral (Royaume-Uni)

La ville de Nowy Sącz a des accords de partenariat avec :
- Molise (Italie) depuis le 18 novembre 2003
- Isernia (Italie) depuis le 15 novembre 2003
- Tinley Park (États-Unis) depuis février 2008
- Liévin (France) depuis le 5 octobre 1992
- La Baule-Escoublac (France)
- Leipzig (Allemagne) depuis le 31 aout 2000
- Avsallar (en) (Turquie) depuis le 28 juillet 2008
- Guadalajara (Espagne) depuis le 16 avril 1994
- Vranje (Serbie) depuis le 25 juillet 2002

## Galerie

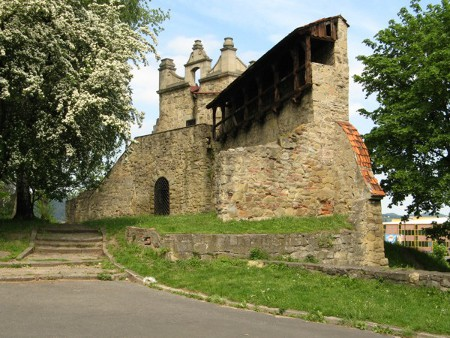
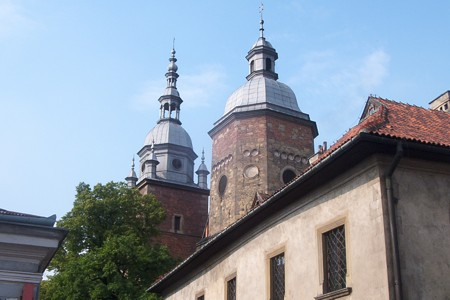
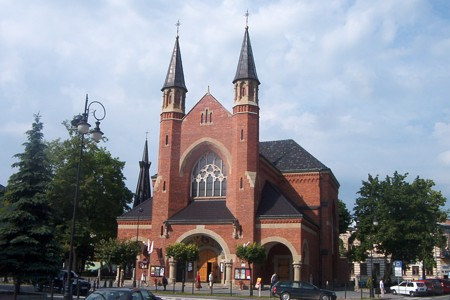
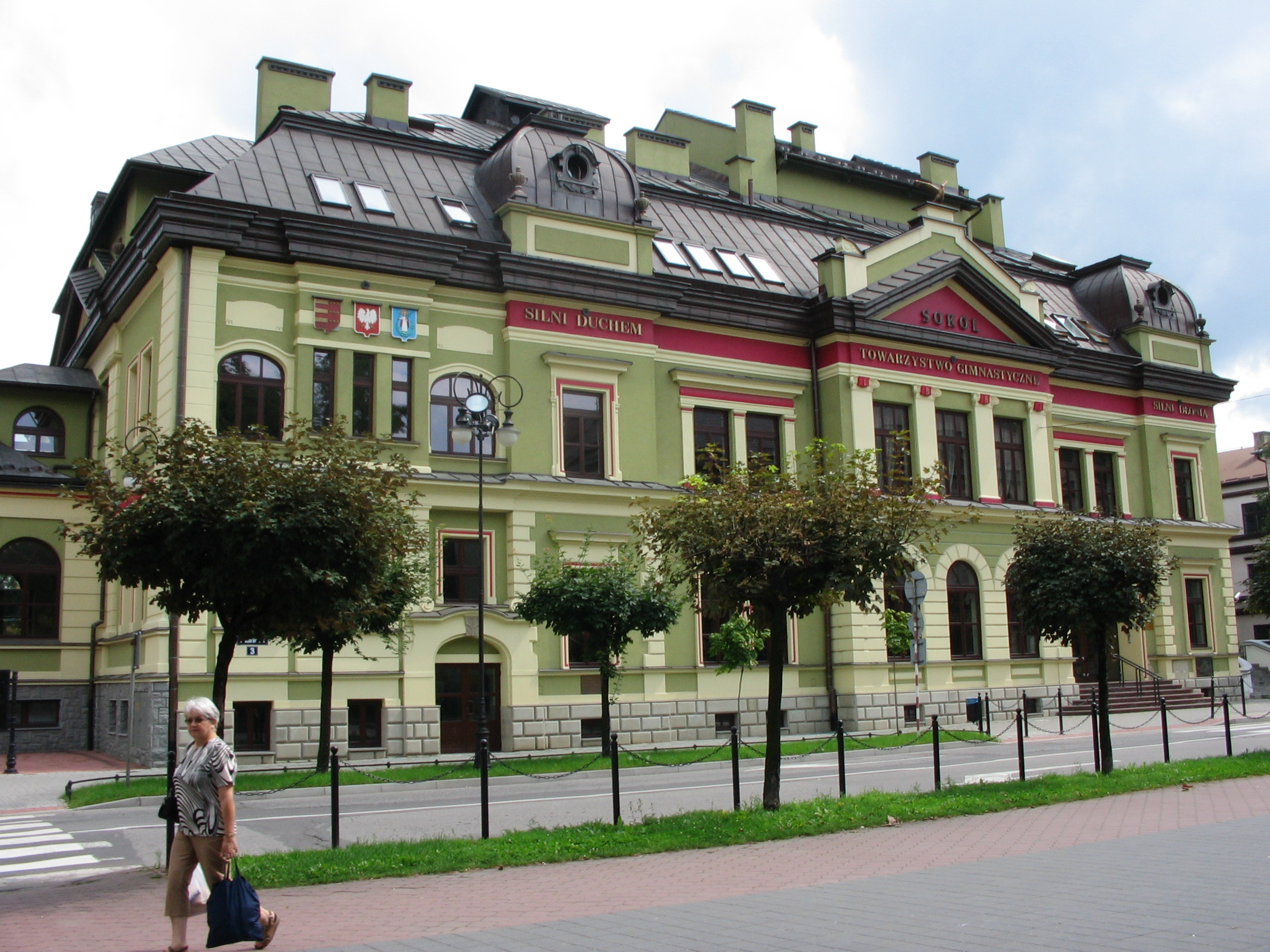